# Willem Cobben
Willem Petrus Bartholomaeus Cobben, detto anche Gulielmus Cobben (Sittard, 29 giugno 1897 – Sittard, 27 gennaio 1985) è stato un vescovo cattolico olandese.

## Biografia
Monsignor Willem Petrus Bartholomaeus Cobben nacque a Sittard il 29 giugno 1897.

### Formazione e ministero sacerdotale
Entrò in giovane età nell'ordine dei Sacerdoti del Sacro Cuore di Gesù per il quale il 19 aprile 1924 fu ordinato presbitero. In seguito fu vicario parrocchiale a Vyborg dal 1925 al 1926 e parroco di Turku dal 1926 al 1934. La Finlandia era una zona di missione tradizionale del suo ordine.

### Ministero episcopale
Il 19 dicembre 1933 papa Pio XI lo nominò vicario apostolico di Finlandia e vescovo titolare di Amatunte di Palestina. Ricevette l'ordinazione episcopale il 19 marzo successivo nella cappella del seminario minore di Bergen op Zoom dal vescovo di Breda Pieter Adriaan Willem Hopmans, coconsacranti il vescovo di 's-Hertogenbosch Arnold Frans Diepen e quello di Roermond Josephus Hubertus Gulielmus Lemmens.
Il 25 febbraio 1955 papa Pio XII elevò il vicariato apostolico in diocesi e lo nominò suo primo vescovo.
Partecipò al Concilio Vaticano II e venne nominato assistente al Soglio Pontificio.
Il 29 giugno 1967 papa Paolo VI accettò la sua rinuncia al governo pastorale della diocesi e lo nominò vescovo titolare di Tamagrista. Si stabilì ad Aquisgrana dove operò a lungo come cappellano in un ospedale. Inoltre assistette i vescovi di Aquisgrana nell'esercizio delle loro funzioni. Il 18 settembre 1976 rinunciò alla sede titolare ai sensi della nuova pratica stabilita per i prelati in pensione e assunse il titolo di vescovo emerito.
Nel 1984, dopo aver celebrato il 60º anniversario di sacerdozio e il 50º anniversario di episcopato, ritornò a Sittard dove morì il 27 gennaio 1985 all'età di 87 anni.

## Genealogia episcopale e successione apostolica
La genealogia episcopale è:
- Vescovo Johannes Wolfgang von Bodman
- Vescovo Marquard Rudolf von Rodt
- Vescovo Alessandro Sigismondo di Palatinato-Neuburg
- Vescovo Johann Jakob von Mayr
- Vescovo Giuseppe Ignazio Filippo d'Assia-Darmstadt
- Arcivescovo Clemente Venceslao di Sassonia
- Arcivescovo Massimiliano d'Asburgo-Lorena
- Vescovo Kaspar Max Droste zu Vischering
- Vescovo Cornelius Ludovicus van Wijckerslooth van Schalkwijk
- Arcivescovo Joannes Zwijsen
- Vescovo Franciscus Jacobus van Vree
- Arcivescovo Andreas Ignatius Schaepman
- Arcivescovo Pieter Mathijs Snickers
- Vescovo Gaspard Josephus Martinus Bottemanne
- Arcivescovo Hendrik van de Wetering
- Vescovo Pieter Adriaan Willem Hopmans
- Vescovo Willem Petrus Bartholomaeus Cobben, S.C.I.

La successione apostolica è:
- Vescovo Paul Verschuren, S.C.I. (1964)